# 가브리엘 밀러

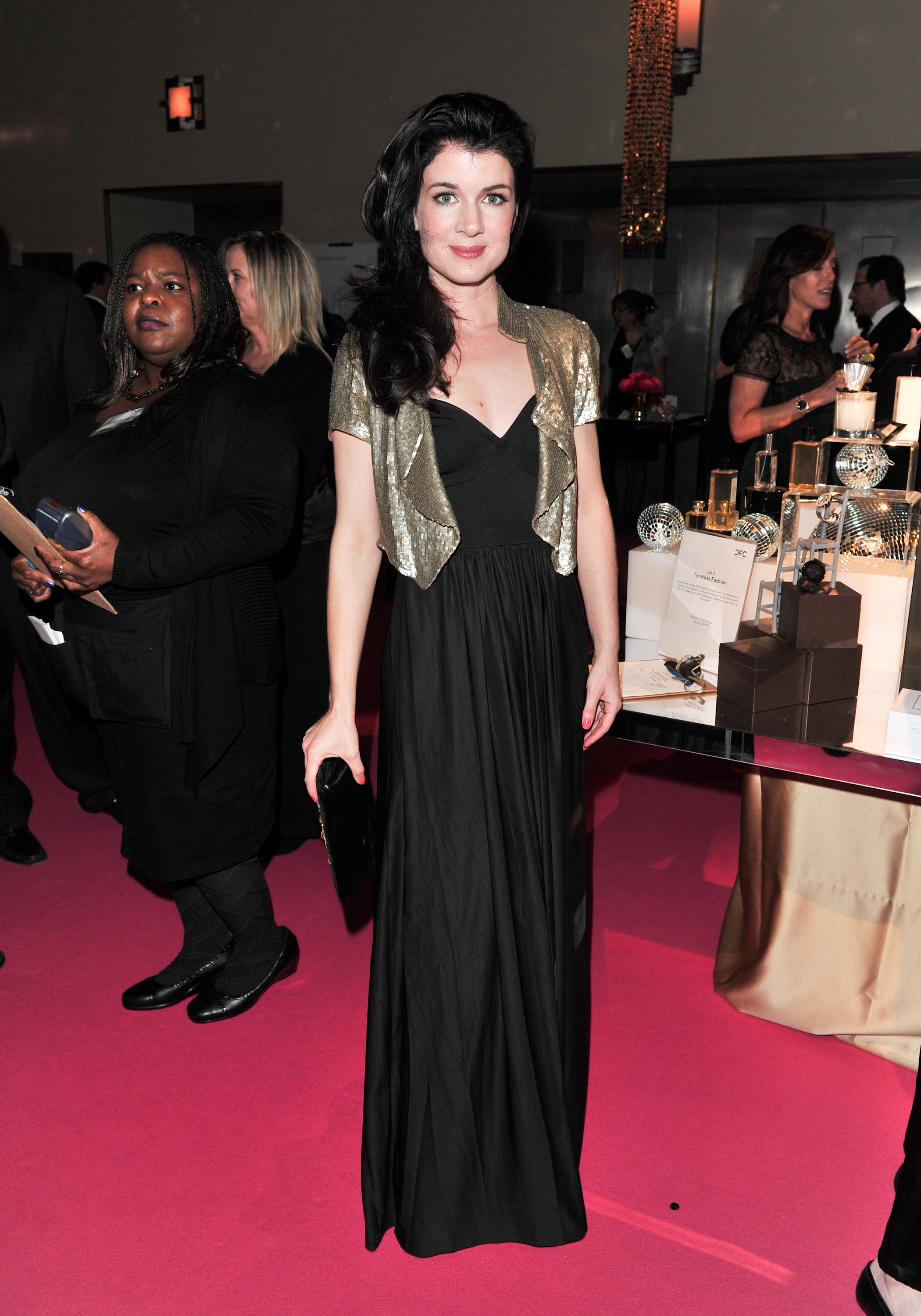

개브리엘 밀러(Gabrielle Miller, 1973년 11월 9일 ~ )는 캐나다의 배우, 가수이다.
밴쿠버에서 태어났다.

## 출연 작품
- 다운 리버 (2013년)
- 무빙 데이 (2012년)
- 트레이딩 크리스마스 (2011년) - 페이스 역
- Elijah (2008)
- 홀리데이 인 핸드커프 (2007년)
- 듀 이스트 (2002년)
- 인스펙트 2 (2000년)
- 보이지 오브 테러 (1998년)
- 도그하우스 (1998년)
- 에드버킷 (1997년)
- 위험한 동침 (1996년)
- 제3의 눈 (1995년)
- 워크 어게인 (1994년)
- 디거 (1993년)

### 텔레비전
- Robson Arms (2005-08)